# PGC 8028
LEDA/PGC 8028 ist eine Balken-Spiralgalaxie vom Hubble-Typ SBc im Sternbild Phönix am Südsternhimmel, die schätzungsweise 236 Millionen Lichtjahre von der Milchstraße entfernt ist. Gemeinsam mit NGC 822 und NGC 862 bildet sie die kleine NGC 862-Gruppe (LGG 50).